# دين رايت
دين رايت (بالإنجليزية: Dean Wright)‏ هو مخرج أمريكي، ولد في 15 مايو 1962 في ميشيغان في الولايات المتحدة.

## وصلات خارجية
- دين رايت على موقع IMDb (الإنجليزية)
- دين رايت على موقع ألو سيني (الفرنسية)
- دين رايت على موقع ميوزك برينز (الإنجليزية)
- دين رايت على موقع أول موفي (الإنجليزية)
- دين رايت على موقع بوكس أوفيس موجو (الإنجليزية)
- دين رايت على موقع قاعدة بيانات الأفلام السويدية (السويدية)
- دين رايت على موقع قاعدة بيانات الفيلم (الإنجليزية)
- دين رايت على موقع كينوبويسك (الروسية)